# Bandera de Praga
La bandera de Praga, oficialmente la bandera de la ciudad capital de Praga, es uno de los símbolos de Praga, junto con el escudo de Praga.

## Banderas de los distritos y partes municipales
Los 57 distritos de Praga y partes municipales tienen sus propias banderas.

Praga 1
Praga 2
Praga 3
Praga 4
Praga 5
Praga 6
Praga 7
Praga 8
Praga 9
Praga 10
Praga 11
Praga 12
Praga 13
Praga 14
Praga 15
Praga 16
Praga 17
Praga 18
Praga 19
Praga 20
Praga 21
Praga 22
Praga- Běchovice
Praga- Benice
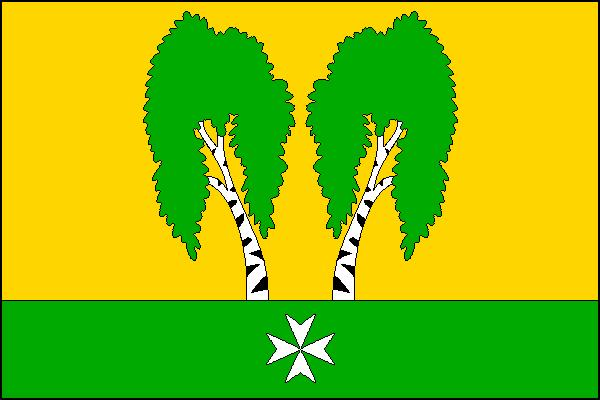
Praga - Březiněves
Praga- Čakovice
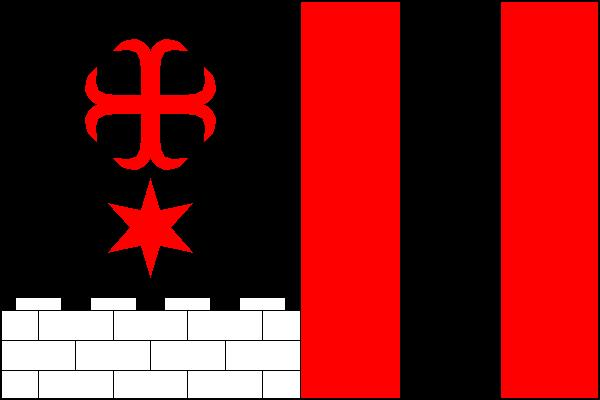
Praga - Ďáblice
Praga- Dolní Chabry
Praga- Dolní Měcholupy
Praga- Dolní Počernice
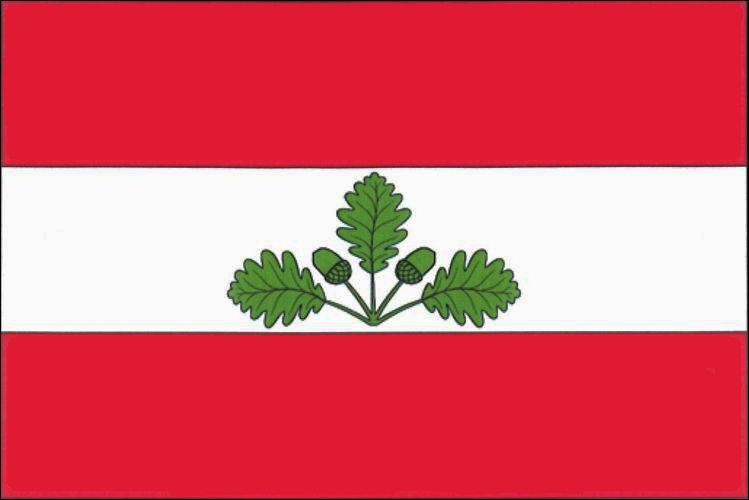
Praga- Dubeč
Praga- Klánovice
Praga - Koloděje
Praga - Kolovraty
Praga- Královice
Praga- Křeslice
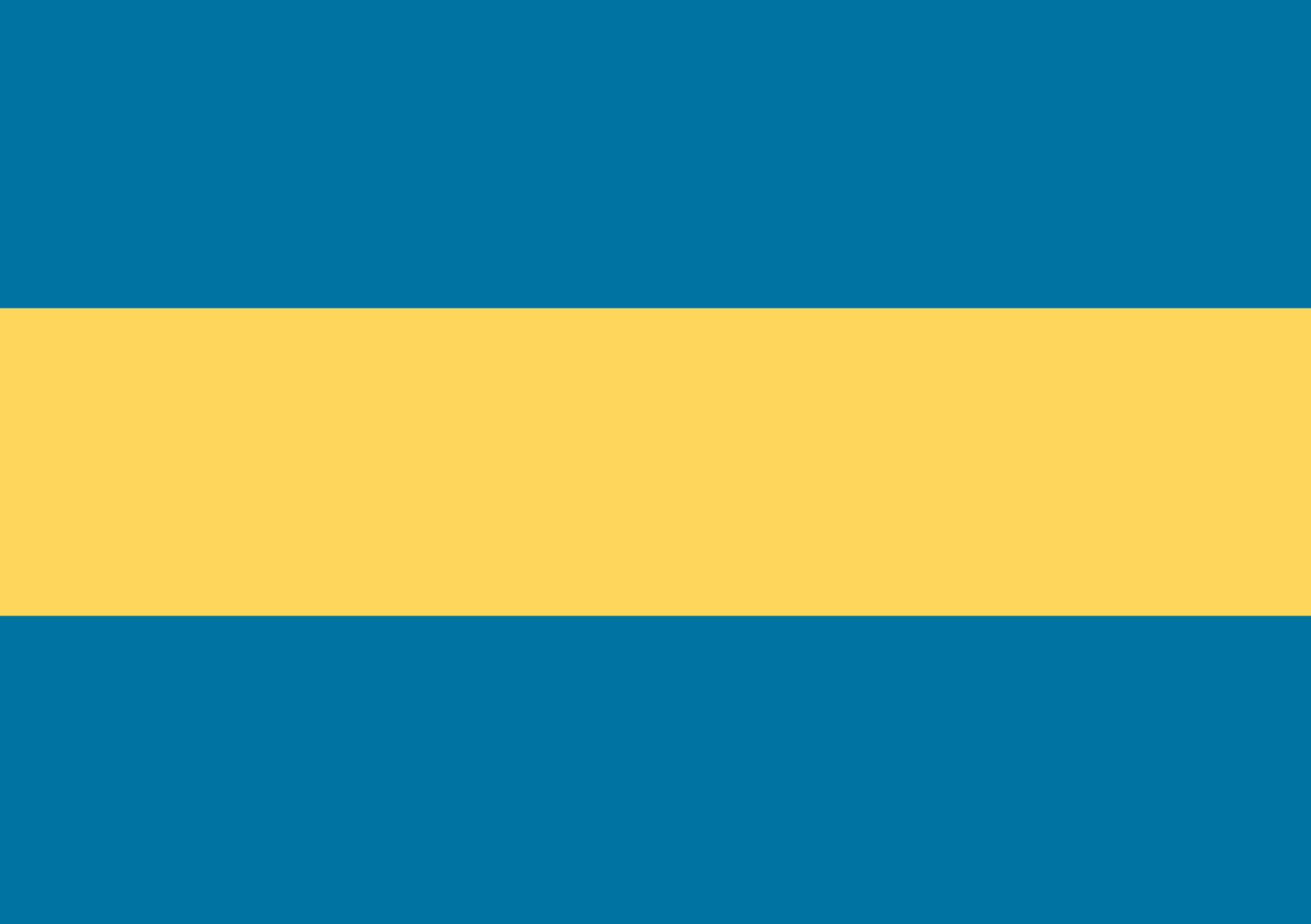
Praga- Kunratice
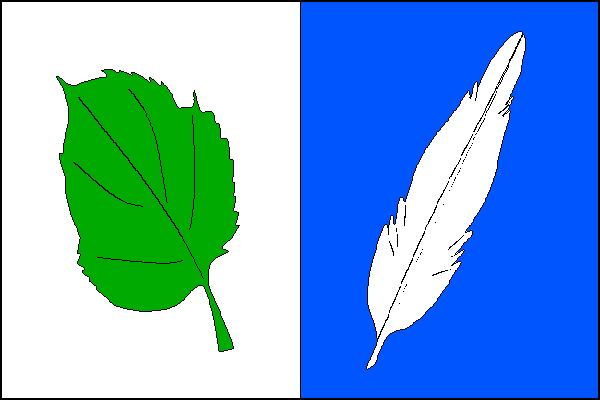
Praga- Libuš
Praga - Lipence
Praga - Lochkov
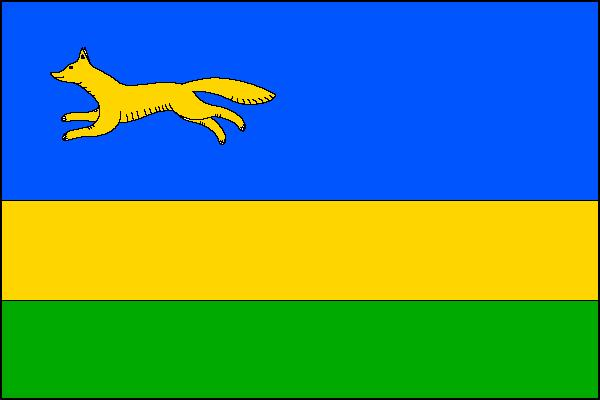
Praga-Lysolaje
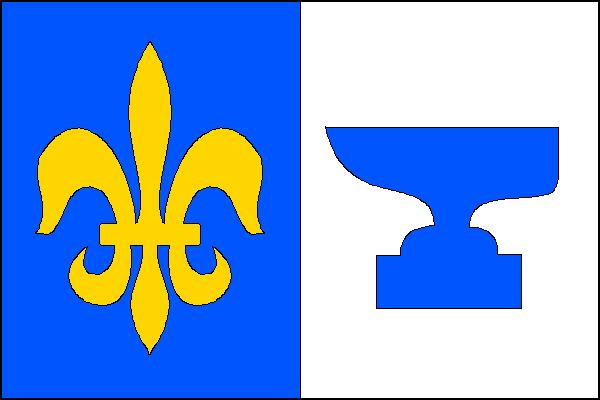
Praga- Nebušice
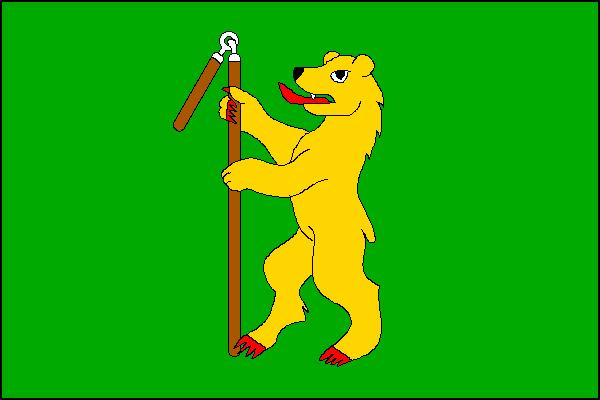
Praga- Nedvězí u Říčan
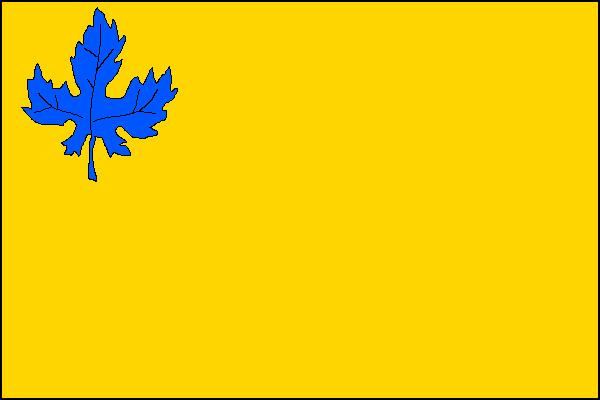
Praga- Petrovice
Praga- Přední Kopanina
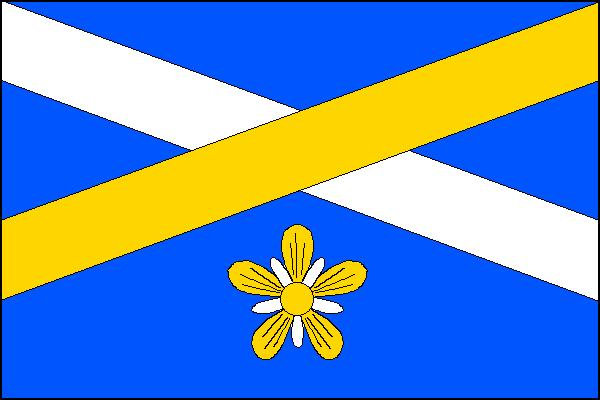
Praga- Řeporyje
Praga- Satalice
Praga- Šeberov
Praga - Slivenec
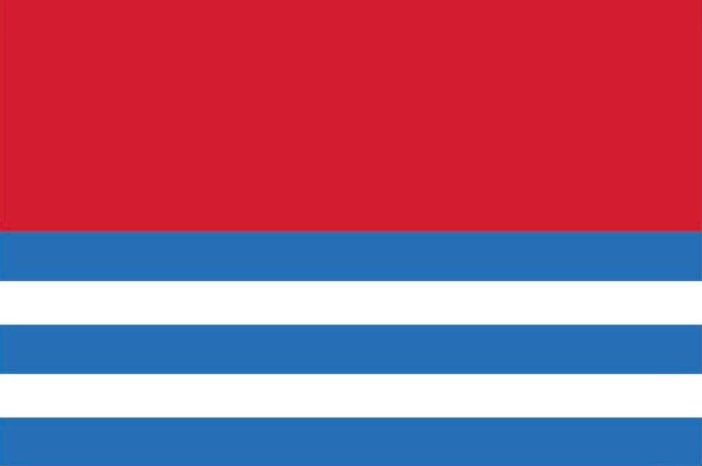
Praga - Suchdol
Praga - Štěrboholy
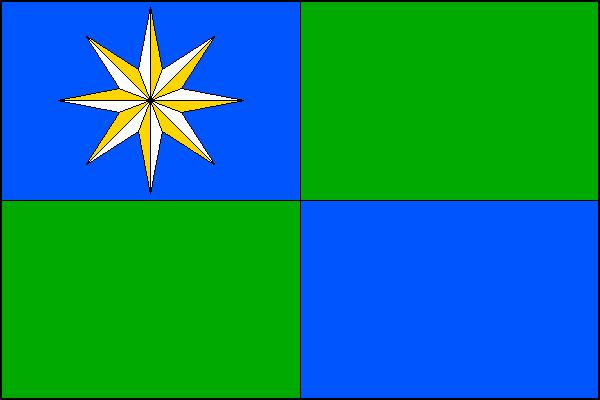
Praga - Troja
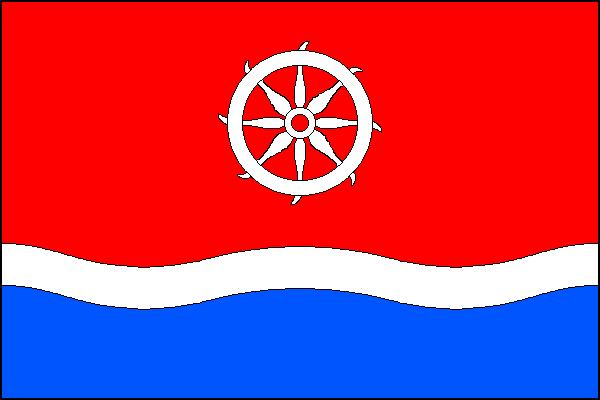
Praga- Újezd u Průhonic
Praga - Velká Chuchle
Praga- Vinoř
Praga- Zbraslav
Praga- Zličín